# Wilson Cruz
Wilson Cruz (ur. jako Wilson Echevarría 27 grudnia 1973 w Brooklyn, w Nowym Jorku) – amerykański aktor i producent filmowy pochodzenia portorykańskiego. Występował jako Enrique „Rickie” Vasquez w młodzieżowym serialu ABC Moje tak zwane życie (My So-Called Life, 1994-1995).

## Życiorys

### Wczesne lata
Urodził się na Brooklynie w Nowym Jorku w rodzinie Portorykańczyów. Był najstarszym z trzech braci. Kiedy miał dziesięć lat, jego rodzina ostatecznie przeniosła się do Rialto w Kalifornii, gdzie w 1991 ukończył Eisenhower High School. Na początku jego rodzice zachęcali go do zainteresowania się teatrem. W wieku siedmiu lat zaczął pojawiać się w przedstawieniach, między innymi Cradle of Fire, Supporting Cast, Becoming Memories i The Roar of the Greasepaint..., a także w sztukach szekspirowskich. Obdarzony pięknym głosem, występował też w Disneylandzie, Walt Disney World Resort i SeaWorld Orlando.
Studiował na California State University w San Bernadino.

### Kariera
Wyjechał do Hollywood w poszukiwaniu pracy jako aktor. Jego debiut telewizyjny miał miejsce w 1992 w sitcomie Fox Great Scott!, gdzie zagrał chórzystę z Tobeyem Maguire. W 1994 został obsadzony jako gejowski nastolatek Enrique „Rickie” Vasquez w młodzieżowym serialu ABC Moje tak zwane życie (My So-Called Life, 1994-1995). To sprawiło, że Cruz stał się pierwszym gejowskim aktorem, który grał otwarcie gejowskiego bohatera w wiodącej roli w amerykańskim serialu telewizyjnym. Wraz z innymi członkami obsady, w 1995 odebrał Nagrodę Młodych Artystów.
W dramacie biograficznym Olivera Stone’a Nixon (1995) zagrał postać Joaquina, służącego Hoovera (w tej roli Bob Hoskins). W 1996 wystąpił na scenie Broadwayu w musicalu Jonathana Larsona Rent jako Angel Dumott Schunard z Neilem Patrickiem Harrisem (Mark Cohen) i Shakirą (Mimi Márquez). Za swoją rolę niani w serialu Ich pięcioro (Party of Five) w 2000 zdobył ALMA Award, a także za przedstawienie tematu rozmowy o homoseksualizmie z dziećmi.
Jako działacz na rzecz osób ze środowiska LGBT, w 2008 został uhonorowany Laurem Widzialności (ang. Visibilidad Award) przez organizację Gay & Lesbian Alliance Against Defamation podczas GLAAD Media Awards.
Rola Billy’ego w dramacie krótkometrażowym Stosunki oralne Billy’ego (Billy's Blowjobs, 2017) przyniosła mu nagrodę na TeaDance Gay and Lesbian Film Festival. W 2017 przyjął rolę gejowskiego bahatera, doktora Hugh Culbera w serialu Star Trek: Discovery. Był na okładkach „A&U” (w czerwcu / lipcu 1995, w czerwcu 2018), „The Advocate”, „Attitude” (w lutym 2018) z Anthonym Rappem i „Entertainment Weekly” (w czerwcu 2019).

## Życie prywatne
Kiedy miał piętnaście lat, jego wujek, Luis Angel Cruz, zmarł z powodu powikłań związanych z AIDS spowodowanych dożylnym zażywaniem narkotyków.
W wieku 19 lat ujawnił swój homoseksualizm przed rodziną, najpierw przed matką, a potem podczas Wigilii przed ojcem. Jego matka była początkowo zszokowana, lecz w końcu przyjęła wiadomość. Jednak jego ojciec wyrzucił go z domu, a Cruz spędził kilka następnych miesięcy mieszkając w swoim samochodzie, a także w domach swoich przyjaciół. Później pogodził się ze swoim ojcem.
Zamieszkał w Los Angeles w stanie Kalifornia.

## Filmografia

### Seriale TV
- 1994–1995: Moje tak zwane życie (My So-Called Life) jako Enrique „Rickie” Vasquez
- 1996: Jak dwie krople czekolady (Sister, Sister) jako Bobby
- 1997: Ally McBeal jako Steven / Stephanie
- 1999–2000: Ich pięcioro (Party of Five) jako Victor
- 2002: Ostry dyżur (ER) jako Jeffrey Cruz
- 2004: Prezydencki poker (The West Wing) jako Jack Sosa
- 2005: Podkomisarz Brenda Johnson (The Closer) jako mężczyzna w barze
- 2006: Detektyw Monk (Monk) jako palący technik
- 2007: Agenci NCIS (NCIS) jako Todd Ryder
- 2007: Najszczęśliwsi geje pod słońcem jako Evan (głos)
- 2009: Gdzie pachną stokrotki (Pushing Daisies) jako Sid Tango
- 2010: Chirurdzy (Grey's Anatomy) jako Kyle
- 2012: The Finder jako Jonni
- 2014-2015: Bractwo czerwonej opaski (Red Band Society) jako Kenji Gomez-Rejon
- 2016: Shameless – Niepokorni jako barman
- 2016: Kochanki (Mistresses) jako Dante
- 2016: Heartbeat
- 2017-2018: Trzynaście powodów (13 Reasons Why) jako Dennis
- 2017-2024: Star Trek: Discovery jako dr Hugh Culber

### Filmy
- 1995: Nixon jako Joaquin
- 2000: Supernova jako Benj Sotomejor
- 2006: Coffee Date jako Kelly
- 2009: Kobiety pragną bardziej (He's Just Not That Into You) jako Nathan